# 斯捷普涅 (新普斯科夫區)
49°40′27″N 39°19′33″E / 49.67417°N 39.32583°E
斯泰普內（烏克蘭語：Степне）是位於烏克蘭東部的村莊，由盧甘斯克州舊比利斯克區的新普斯科夫市鎮負責管轄。該村始建於1953年，面積0.79平方公里，海拔高度188米，2001年人口133，人口密度每平方公里168.4人。